# Красный Двор (Череповецкий район)
Красный Двор — деревня в Череповецком районе Вологодской области.
Входит в состав Николо-Раменского сельского поселения, с точки зрения административно-территориального деления — в Николо-Раменский сельсовет.
Расстояние по автодороге до районного центра Череповца — 98 км, до центра муниципального образования Николо-Раменья — 8 км. Ближайшие населённые пункты — Мышкино, Бор, Сковятино.
Население деревни составляет около 100 человек